# キュクロプス (エウリピデス)
『キュクロプス』（キュクロープス、希: Κύκλωψ, Kyklōps、羅: Cyclops）は、古代ギリシアのエウリピデスによるサテュロス劇の1つ。現存する唯一のサテュロス劇である。
トロイア戦争終結後、トロイアから帰還するオデュッセウスの、帰途の途中におけるキュクロプス等とのやり取りを題材とする。
作成年は定まっていない（紀元前424年頃、紀元前412年頃、紀元前408年頃などの説がある）。

## 日本語訳
- 『ギリシア悲劇全集 第3巻 エウリピデス篇Ⅰ』 竹部琳昌訳、人文書院、1960年
- 『ギリシャ悲劇全集Ⅳ エウリーピデース編Ⅱ』 内山敬二郎訳、鼎出版会、1978年
- 『ギリシア悲劇Ⅳ エウリピデス（下）』 中村善也訳、ちくま文庫、1986年
  - 元版『世界古典文学全集9　エウリピデス』 筑摩書房、1965年
- 『ギリシア悲劇全集9 エウリーピデースⅤ』 中務哲郎訳、岩波書店、1992年
- 『エウリピデス 悲劇全集 5』 丹下和彦訳、京都大学学術出版会〈西洋古典叢書〉、2016年